# Хардинг, Чарльз, 1-й барон Хардинг из Пенсхёрста
Чарльз Хардинг, 1-й барон Хардинг из Пенсхёрста (1858—1944) — английский дипломат и государственный деятель. Посол Великобритании в Российской империи (1904—1906), вице-король Индии (1910—1916), второй сын Чарльза Стюарта Хардинга, 2-го виконта Хардинга (1822—1894), и леди Лавинии Вингэм (1836—1864). Внук 1-го виконта Хардинга и 3-го графа Лукана.

## Биография
Хардиндж поступил на дипломатическую службу в 1880 году. Он был назначен первым секретарем в Тегеране в 1896 году и первым секретарем в Санкт-Петербурге в 1898 году, когда его повысили в должности раньше, чем семнадцать его старших товарищей. Находясь в России, он исполнял обязанности временного поверенного в делах в отсутствие посла (в том числе в конце 1902 года).[4] После краткого пребывания в должности помощника заместителя министра иностранных дел он стал послом в России в 1904 году.[1] В 1906 году он был повышен до должности постоянного заместителя министра иностранных дел, где, несмотря на свой собственный консерватизм, он тесно сотрудничал с либеральным министром иностранных дел сэром Эдвардом Греем. В 1907 году он отказался от поста посла в Соединенных Штатах. В 1910 году Хардиндж был возведен в звание пэра как барон Хардиндж из Пенсхерста, в графстве Кент,[5] и назначен правительством Асквита вице-королем Индии.[требуется цитирование]
Хардиндж и его жена Уинифред во время его пребывания на посту вице-короля Индии, ок. 1910-1916.
Его правление было запоминающимся и включало визит короля Георга V и Делийский Дурбар в 1911 году, а также перенос столицы из Калькутты в Нью-Дели в 1911 году. Хотя Хардиндж был объектом покушений на убийство, устроенных индийскими националистами Рашбехари Бозе и Сачином Саньялом, его пребывание на этом посту включало улучшение отношений между британской администрацией и националистами, как следствие осуществления реформ Морли-Минто 1909 года, а также восхищения самого Хардинджа Мохандасом Ганди и критики антииндийской иммиграционной политики правительства Южной Африки.[требуется цитирование]. Хардиндж основал среднюю школу и колледж Дхамрай Хардиндж в 1914 году. Железнодорожный мост Хардиндж, ныне в Бангладеш, был построен и открыт (1915) во время его правления.[6] Она продолжала играть решающую роль в железнодорожной сети страны.
Усилия Хардинджа окупились в 1914 году во время Первой мировой войны. Улучшение колониальных отношений позволило Великобритании разместить почти все британские войска в Индии, а также множество войск коренных индийцев за пределами Индии. В частности, британская индийская армия сыграла значительную (хотя изначально плохо управляемую) роль в Месопотамской кампании.[7]
В 1916 году Хардиндж вернулся на свой прежний пост в Англии в качестве постоянного заместителя министра иностранных дел,[1] служа у Артура Бальфура. В 1920 году он стал послом в Франции перед своей отставкой в 1922 году.[требуется цитирование]

## Семья
Дед Чарльза, Хардинг, Генри, 1-й виконт Хардинг, был генерал-губернатором Индии с 1844 по 1848 год. Чарльз был вторым сыном в семье. У него было двое детей — сын Александр Генри Луи и дочь Даймонд Эвелин.

## Награды
Британские:
- Орден Подвязки
- Орден Бани
- Орден Звезды Индии
- Орден святых Михаила и Георгия
- Орден Индийской Империи
- Королевский Викторианский орден
- Орден Имперской службы

Иностранные:
- Орден Почётного легиона (Франция)
- Орден Короны (Италия)
- Орден Непорочного зачатия Девы Марии Вила-Висозской (Португалия)
- Орден Спасителя (Греция)
- Орден Карлоса III (Испания)
- Орден Святого Олафа (Норвегия)
- Орден Александра Невского (Россия)
- Орден Данеброг (Дания)
- Орден Вазы (Швеция)